# Gewerkschaft Eisenhütte Westfalia

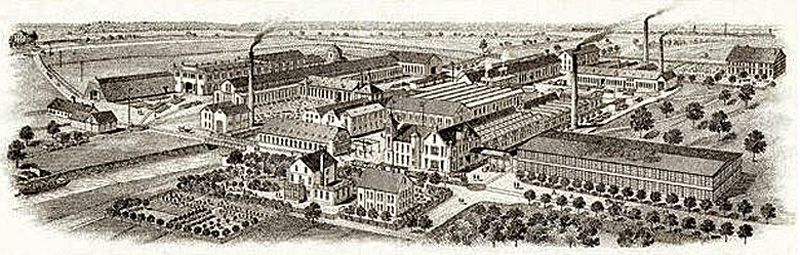
Das Gelände der Gewerkschaft Eisenhütte Westfalia um 1909

Die Gewerkschaft Eisenhütte Westfalia war das erste Eisenwerk im jetzigen Lüner Ortsteil Wethmar und das einzige, das überregional Bedeutung erlangte. Später erlangte das Unternehmen weltweit wirtschaftliche Bedeutung als Bergbauzulieferer.

## Geschichte
1826 gründeten Johann Wilhelm von Born (1786–1833) und Caspar Diedrich Wehrenbold (1796–1851) mit anderen die Eisenhütte in der Rechtsform einer Gewerkschaft als erstes Industrieunternehmen in Altlünen und baute die ersten Betriebsgebäude nahe der Lippe. Der Fluss wurde damals noch für die Schifffahrt benutzt und diente dazu, das im Lippetal gefundene Raseneisenerz heranzutransportieren. 1876 wurde die Eisenerzeugung allerdings wieder eingestellt, der Betrieb hatte sich zunehmend auf die Eisenverarbeitung umgestellt.
Typische Produkte waren gusseiserne Öfen, Schienen, Pumpen und ab 1930 in zunehmendem Maße auch Bergwerkstechnik. Ab 1960 zusätzlich noch Produkte für den Stollen- und Tunnelbau. Ein bedeutender Ingenieur war Wilhelm Löbbe, der Erfinder des „Löbbe-Hobels“.
Die Festzeitschrift zum 125-jährigen Jubiläum im Jahr 1951 illustrierte der Maler Hubert Berke. Er zeichnete darin die Kantine, Maschinenhallen, Menschen bei der Arbeit und hielt mit filigranem Strich die Arbeitswelt fest. Seit 2010 befinden sich die Originale dieser Bilder im Museum der Stadt Lünen

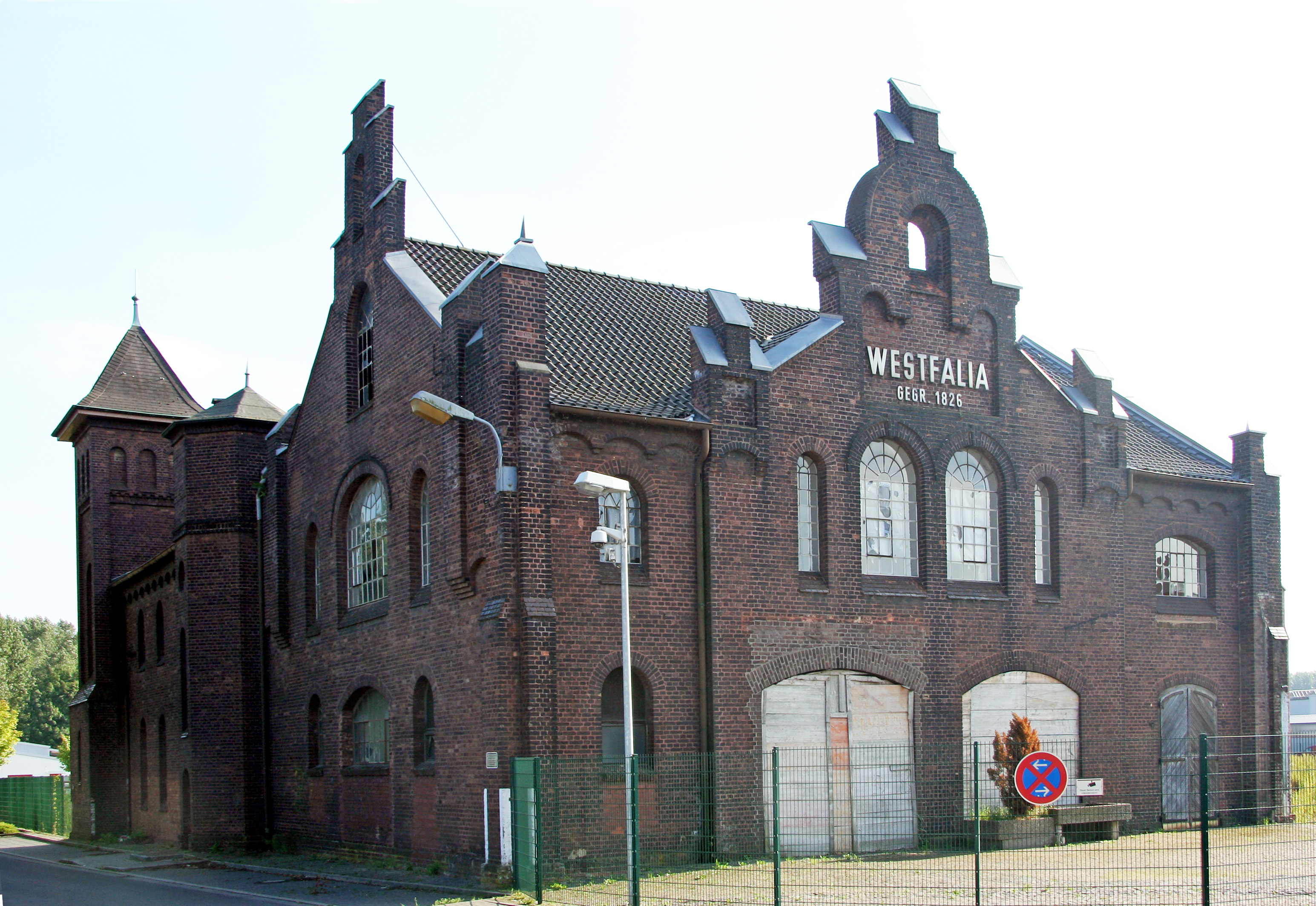
Das letzte erhaltene Gebäude der Westfalia: die ehemalige Kantine

1991 fusionierte die Gewerkschaft Eisenhütte Westfalia mit dem ab 1957 von Karl-Heinz Wehner als Geschäftsführer geführten Unternehmen Klöckner-Becorit in Castrop-Rauxel zur Gesellschaft Westfalia Becorit Industrietechnik (WBI).
1995 schlossen sich die drei traditionsreichen Bergbauzulieferer Halbach & Braun Maschinenfabrik und Hermann Hemscheidt Maschinenfabrik aus Wuppertal sowie die Westfalia Becorit Industrietechnik zur Deutschen Bergbau Technik (DBT) zusammen.  Die DBT war eine Tochtergesellschaft der Ruhrkohle AG (RAG).
Im Mai 2007 wurde die DBT von Bucyrus International, Inc. mit Sitz in Milwaukee, Wisconsin, für 559 Millionen Euro übernommen, die ihrerseits 2011 für 8,6 Milliarden Dollar in Caterpillar aufging.
2023 hat das Unternehmen Hauhinco aus Sprockhövel das Strebgeschäft des Bergbauzulieferers Caterpillar in Lünen und Wuppertal, aber auch in Australien, den USA, Indien und China übernommen.
Einziges erhaltenes Betriebsgebäude der ursprünglichen Eisenhütte Westfalia ist die denkmalgeschützte Kantine Westfalia an der Hüttenallee, welche in der Zeit 2021/22 umfassend saniert wurde. Nach den beiden Mitgründern und dem Erfinder Wilhelm Löbbe sind in den Lüner Ortsteilen Wethmar und Nordlünen Straßen benannt worden.